# Pons d'Arsac
Pons d'Arsac est un prélat français, archevêque de Narbonne au XIIe siècle.

## Biographie
Il est archevêque de Narbonne de mai 1162 à sa déposition par le légat pontifical Henri de Marcy le 15 février 1181. En 1165, il est présent lors de l'assemblée de Lombers, où les "bons hommes" sont déclarés hérétiques par une assemblée de prélats méridionaux.  
En 1173, Pons d'Arsac adresse une lettre au roi de France pour lui signifier que dans son diocèse, "le vaisseau de Saint Pierre souffre tant de la pression exercée par les hérétiques qu'il risque de couler". Mais Louis VII ne donne pas suite à cette requête.  
La question de l'hérésie dans la région est relancée en 1178, à l'occasion d'une mission anti-hérétique menée par le légat pontifical Pierre de Saint-Chrysogone et l'abbé de Clairvaux Henri de Marcy. L'archevêque de Narbonne est le seul prélat méridional à prendre part à cette mission. En 1179, Pons se rend au troisième concile œcuménique du Latran. Le canon 27 dénonce la perversité des cathares, patarins et publicains de Gascogne, d'Albigeois, du Toulousain et d'ailleurs, qui expriment leurs idées publiquement et entraînent les esprits simples dans leurs erreurs. Les hérétiques et leurs soutiens sont soumis à l'anathème, il est interdit de les recevoir ou d'avoir le moindre contact avec eux.  
En 1181, Pons d'arsac est déposé par le légat pontifical et cardinal d'Albano Henri de Marcy. La raison exacte de cette déposition n'est pas connue. Certains historiens avancent l'hypothèse de l'inefficacité du prélat dans la lutte contre l'hérésie, d'autres estiment que son point de vue était en désaccord avec celui d'Henri de Marcy sur la manière de traiter, ou même de considérer, la question de l'hérésie.

## Sources
- Cheyette, Fredric L. Ermengard of Narbonne and the World of the Troubadours. Ithaca: Cornell University Press, 2001 ; Ermengarde de Narbonne et le monde des troubadours  (trad. Aude Carlier), Paris, Perrin, 2006, 538 p. (ISBN 978-2-262-02437-6, présentation en ligne).
- Graham-Leigh, Elaine. The Southern French Nobility and the Albigensian Crusade. Woodbridge: The Boydell Press, 2005.  (ISBN 1-84383-129-5)
- Graham-Leigh, Elaine. "Hirelings and Shepherds: Archbishop Berenguer of Narbonne (1191-1211) and the Ideal Bishop." The English Historical Review, Vol. 116, No. 469. (Nov., 2001), p. 1083–1102.
- Lea, Henry Charles. A History of the Inquisition in the Middle Ages. Vol. 1. London: Sampson Low, Marston, Searle & Rivington, 1888.
- Moore, R.I, Hérétiques, résistances et répressions dans l'Occident médiéval, Paris, Belin, 2017.